# Michael von Ameln

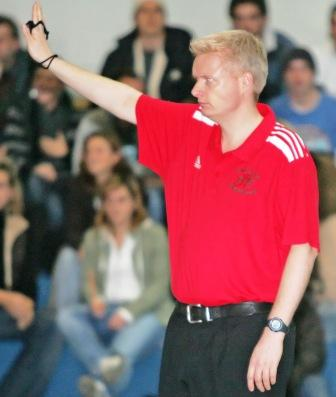
Bundesligaschiedsrichter Michael von Ameln 2006 – Foto: www.hockeyimage.net

Michael von Ameln (* 23. August 1971 in Rheydt, heute Mönchengladbach) ist ehemaliger Schiedsrichter in der 1. Bundesliga im Feld- und Hallenhockey und war bis 2010 als internationaler Hallen- und Feldschiedsrichter durch die FIH lizenziert. Zu seinen größten nationalen Erfolgen zählt die Leitung der Endspiele um die Deutsche Hallenmeisterschaft der Herren 2008 und 2009.

## Sport
Seit 1982 spielt Michael von Ameln Hockey beim Rheydter Spielverein. Bereits 1988 wurde er als Hockeyschiedsrichter lizenziert und stieg rasch in die damals zweithöchste Spielklasse, die Regionalliga auf. Bereits ab 1992 engagierte er sich in der Ausbildung junger Schiedsrichter und wurde 1997 mit gerade mal 25 Jahren zum kommissarischen Schiedsrichterobmann des Westdeutschen Hockeyverbandes berufen. Der frühere Theologie- und Philosophiestudent von Ameln ließ seine eigene Schiedsrichterkarriere ruhen, professionalisierte die Nachwuchsförderung und baute ein Leistungskaderprogramm auf. Der Westdeutsche Hockeyverband verfügt auf Grund dieser Arbeit über die meisten Hockeyschiedsrichter innerhalb des Deutschen Hockey-Bundes. Im Jahr 2000 wurde der damals 29-jährige von Ameln als Schiedsrichter in die Hallenhockey-Bundesliga berufen.
Er wurde im März 2003 auf Vorschlag seines Vorgängers Jan-Jochen Rommel zum Nachwuchsschiedsrichterreferenten des Deutschen Hockey-Bundes gewählt und war für die Ausbildung und Heranführung von Schiedsrichter unterhalb der Bundesliga verantwortlich.
Michael von Ameln war von Mai 2009 bis August 2010 Vorsitzender der Kommission für Schiedsrichter- und Regelfragen (KSR) des Deutschen Hockey-Bundes (DHB), deren Mitglied er bereits seit 2003 (in der Position des Nachwuchsschiedsrichterreferenten) war. Damit war er zugleich Mitglied des Vorstands des DHB. Des Weiteren vertrat er die Interessen des DHB in der Hallenhockeykommission des Europäischen Hockeyverbandes EHF. Mit der Berufung von Amelns zum Vorstand Schiedsrichter zeichnete erstmals ein aktiver Bundesligaschiedsrichter für das Schiedsrichterwesen verantwortlich. Nach heftiger Kritik trat von Ameln am 10. August 2010 von seinen Ämtern zurück. Im Rahmen der Sockenpuppen-Affäre "Markus Poniewas" wurde Michael von Ameln am 23. Februar 2011 vom Präsidium des Westdeutschen-Hockey-Verbandes ohne zeitliche Begrenzung für Ehrenämter, darunter auch das Schiedsrichtern, gesperrt, wogegen von Ameln Einspruch beim Schiedsgericht des WHV einlegte. Dieses hob zunächst die Sperre am 11. März 2011 auf. Nach der Verhandlung vor dem Schiedsgericht sah dieses jedoch erdrückende Verdachtsmomente und nahm die Aufhebung der Sperre bis zu einer endgültigen Entscheidung am 20. Juli 2011 zurück.
Darüber hinaus hält er Vorträge zum Thema Schiedsrichtergewinnung und -ausbildung sowie zu den Themen "Konflikte Schiedsrichter-Trainer" an der Trainerakademie/Sporthochschule in Köln.